# 芙勒尔·佩尔兰
芙勒尔·佩尔兰（法語：Fleur Pellerin，發音：[flœʁ pɛl.ʁɛ̃]；1973年8月29日—），韓文名金鍾淑（韓語：김종숙），生於韓國漢城（今首爾），在法國巴黎長大。
2012年出任法國中小企業權理部長（Ministère du Redressement productif），是法國首位亞洲裔的部長。2014年，法國總統奧朗德改組內閣，佩尔兰轉為出任文化部部長一職。

## 生平
佩尔兰出生於韓國漢城（今首爾），出生三、四天後被棄置於街道上，被人發現後轉送至孤兒院。六個月時被法國人所領養，在領養記錄上，她的韓文名字為金鍾淑（韓語：김종숙），但無法查證這個名字是由誰給她的。 由中產階級父母撫養長大，她的父親擁有核物理學博士學位，是一位小型企業老闆，她在巴黎的兩個郊區，蒙特勒伊和凡爾賽長大。
弗勒尔·佩尔兰丈夫為Laurent Olléon，亦畢業於國家行政學院（ENA），在法國憲法委員會工作，兩人共育有一女。

## 早年經歷
21歲時畢業於法國高等經濟商業學院（ESSEC）、巴黎政治大學，26歲時畢業於國家行政學院（ENA）。 畢業後任職於法國審計院，成為一名高級公務員。 從2010年到2012年，Pellerin擔任21世紀俱樂部的主席，這是一個促進就業多元化的法國團體。

## 政治經歷
弗勒尔·佩尔兰在2012年法國總統選舉中，負責社會黨候選人弗朗索瓦·奧朗德（François Hollande）的社會及數位經濟相關議題。
弗朗索瓦·奧朗德當選後，弗勒尔·佩尔兰被任命為中小企業、創新及數位經濟部長。 2012年7月，她公開宣布反對出售大規模監控技術，引起法國政界的極大轟動，因為法國是這類技術的最大賣家之一。2013年11月，她實施了法國技術品牌的創建計畫。

## 法國文化部部長
2014年8月，佩尔兰被任命為文化部長，成為總理曼纽埃尔·瓦尔斯的內閣成員。在佩尔兰上任文化部長後不久，據法國雜誌快報報導，她在電影製片人帕斯卡爾·布雷頓（Pascal Breton）所擁有的科西嘉別墅度假，引發了道德爭議。
2015年3月，佩尔兰提名Serge Lasvignes擔任蓬皮杜藝術中心的負責人，出人意料的人選取代原負責人艾倫·澤班（Alain Seban）。在她的任期內，法國文化部於2015年9月為羅浮宮博物館向埃里克·羅斯柴爾德（Éric de Rothschild）購買了一組畫像，約合9000萬美元。
2016年初時法國進行重大政府改組，佩尔兰卸任後，由原擔任文化顧問的奧德蕾·阿祖萊繼任。

## 創投公司
2016年卸任法國文化部長後，弗勒尔·佩尔兰辭去公務員職務後創立Korelya 資本 （页面存档备份，存于），主要投資目標為人工智慧（AI）、大數據或是機器學習等科技的商業應用。
2018年8月，弗勒尔被英國公司Richtopia列入100位最具影響力的法國企業家名單。

## 外部連結
- 弗勒尔·佩尔兰首頁
- 福樂爾·佩勒林成為法國首位韓裔部長 （页面存档备份，存于） 韓國中央日報
- 麻雀變鳳凰！　韓裔養女成法國新部長 （页面存档备份，存于） ETtoday 東森新聞雲
- 韓裔孤兒當上法國部長 （页面存档备份，存于）
- 法國女韓裔部長 會見朴槿惠 （页面存档备份，存于） 民視
- 法國首名韓裔部長推展「法國項目」[永久] 星島日報

| 官衔                   | 官衔                           | 官衔                 |
| ---------------------- | ------------------------------ | -------------------- |
| 前任： 奥雷莉·菲利佩蒂 | 法国文化及通信部部长 2014–2016 | 繼任： 奧德蕾·阿祖萊 |